# Massacre de Lérins (732)
 (juillet 2025).
Invasion omeyyade de la Gaule
Le massacre de Lérins désigne le massacre, perpétré en l'an 732 par les troupes musulmanes omeyyades, de cinq cents membres de la communauté de l'Abbaye de Lérins, située dans l'archipel du même nom au large de la Provence.

## Déroulement
Dans le cadre de leur invasion au nord des Pyrénées et après leur refoulement à la suite de la Bataille de Poitiers la même année, les Musulmans, dont l'armée est principalement composée d'Arabes et d'Amazighs islamisés, se sont repliés vers le Sud et ont mené plusieurs raids et razzias sur le territoire de l'actuel France, en prenant régulièrement pour cible les édifices religieux, perçus comme riches, dans le but de les piller.
L'abbé, Saint Porcaire II, fit partie des victimes, et seul une poignée des religieux vivant dans l'établissement survécurent. Les rares rescapés, parmi lesquels Saint Eleuthère, rebâtirent le monastère au cours des années suivantes.